# Generalštab NOV in PO Srbije
Generalštab NOV in PO Srbije je bilo vrhovno poveljstvo narodnoosvobodilne vojske in partizanskih odredov Srbije.

## Zgodovina
Štab je bil ustanovljen 4. decembra 1941 kot Štab NOPO Srbije in bil pozneje preimenovan v Glavni štab NOPO Srbije in leta 1943 v Generalštab NOV i PO Srbije. 

## Pripadniki
Poveljniki
- Radivoje Jovanović Bradonja
- Petar Stambolić
- Koča Popović
- Nikica Knežević

Politični komisarji
- Moma Marković
- Dobrivoje Radosavljević
- Milosav Milosavljević
- Voja Kovačević